# Eleonora Cortini
Pour les articles homonymes, voir Cortini.
Eleonora Cortini (né le 14 janvier 1992, en Trieste) est un soubrette, mannequin, actrice et présentatrice de télévision italienne.

## Filmographie

### Télévision
| An          | Titre                                    | Réseau TV                               | Remarques                                                                                    | Références |
| ----------- | ---------------------------------------- | --------------------------------------- | -------------------------------------------------------------------------------------------- | ---------- |
| 2009        | Il futuro? È uno show                    | Réseaux numériques régionaux en Toscane | Vainqueur d'événement                                                                        | ,          |
| 2010        | Il futuro? È uno show                    | Réseaux numériques régionaux en Toscane | Présentateur                                                                                 | ,          |
| 2010–11     | Balla che ti passa                       | Réseaux numériques régionaux en Toscane | Co-présentateur                                                                              | ,          |
| 2011–actuel | L'eredità                                | Rai 1                                   | Membre "Professoresse"                                                                       | [ 6 ]      |
| 2011        | Soliti ignoti - Identità nascoste        | Rai 1                                   | Identité cachée: "professoressa a L'eredità"                                                 | [ 6 ]      |
| 2012        | Premio TV - Premio regia televisiva 2012 | Rai 1                                   | A reçu un prix avec Carlo Conti pour ses apparitions comme un "professoresse" dans L'eredità | ,          |
| 2013        | Premio TV - Premio regia televisiva 2013 | Rai 1                                   | A reçu un prix avec Carlo Conti pour ses apparitions comme un "professoresse" dans L'eredità | ,          |
| 2014        | Premio TV - Premio regia televisiva 2014 | Rai 1                                   | A reçu un prix avec Carlo Conti pour ses apparitions comme un "professoresse" dans L'eredità | ,          |
| 2014        | Tale e Quale Show                        | Rai 1                                   | Comme Melanie C des Spice Girls avec le "professoresse" et Gabriele Cirilli                  | [ 10 ]     |
| 2015        | Pechino Express                          | Rai 2                                   | Finaliste (quatrième avec Laura Forgia comme "Le professoresse")                             | ,          |

### Films
| An   | Titre              | Rôle  | Remarques     | Références |
| ---- | ------------------ | ----- | ------------- | ---------- |
| 2011 | 10 ragazze         | Luisa |               | ,          |
| 2015 | Malizia e passione |       | Court métrage | [ 1 ]      |

## Autres
| An   | Titre              | Remarques                                                 | Références |
| ---- | ------------------ | --------------------------------------------------------- | ---------- |
| 2016 | A casa delle proff | Le canal ToTape est co-fondé et co-géré avec Laura Forgia | [ 15 ]     |